# GP de Plouay 2021
De 23e editie van de Bretonse eendagswedstrijd GP de Plouay werd verreden op maandag 30 augustus 2021, een dag na de mannenwedstrijd en tevens een dag na de slotrit van de Simac Ladies Tour, die beide behoren tot de UCI Women's World Tour 2021. De vorige editie werd gewonnen door Lizzie Deignan. Zij werd opgevolgd door haar Italiaanse ploeggenote Elisa Longo Borghini.

## Deelnemende ploegen
Zeven van de negen World-Tourploegen namen deel, aangevuld met acht continentale ploegen. In totaal namen vier Nederlandse ploegen deel.
| World-Tourteams                    | UCI-teams     | UCI-teams                         |
| ---------------------------------- | ------------- | --------------------------------- |
| Alé BTC Ljubljana                  | Arkéa         | Parkhotel Valkenburg              |
| Canyon-SRAM                        | Ceratizit-WNT | Stade Rochelais Charente-Maritime |
| FDJ Nouvelle-Aquitaine Futuroscope | Jumbo-Visma   | Team Tibco                        |
| Liv Racing                         | Massi-Tactic  | Valcar-Travel & Service           |
| SD Worx                            |               |                                   |
| Team DSM                           |               |                                   |
| Trek-Segafredo                     |               |                                   |

## Favorieten
Enkele favorieten waren de wereldkampioene Anna van der Breggen, titelverdedigster Lizzie Deignan en haar ploeggenote Elisa Longo Borghini.

## Uitslag
| GP de Plouay 2021 |                        |                                    |          |
| Plaats            | Naam                   | Ploeg                              | Tijd     |
| Winnaar           | Elisa Longo Borghini   | Trek-Segafredo                     | 4u06'02" |
| 2                 | Gladys Verhulst        | Arkéa                              | + 12"    |
| 3                 | Kristen Faulkner       | Team Tibco                         | z.t.     |
| 4                 | Sofia Bertizzolo       | Liv Racing                         | z.t.     |
| 5                 | Évita Muzic            | FDJ Nouvelle-Aquitaine Futuroscope | z.t.     |
| 6                 | Eugenia Bujak          | Alé BTC Ljubljana                  | z.t.     |
| 7                 | Lizzie Deignan         | Trek-Segafredo                     | z.t.     |
| 8                 | Coryn Rivera           | Team DSM                           | z.t.     |
| 9                 | Ashleigh Moolman-Pasio | SD Worx                            | z.t.     |
| 10                | Anna Henderson         | Jumbo-Visma                        | z.t.     |
|                   |                        |                                    |          |
| 24                | Floortje Mackaij       | Team DSM                           | z.t.     |
| 58                | Julie Van de Velde     | Jumbo-Visma                        | + 7'59"  |

Bretagne Classic: 1931 · 1932 · 1933 · 1934 · 1935 · 1936 · 1937 · 1938 · 1939 - 1944 · 1945 · 1946 · 1947 · 1948 · 1949 · 1950 · 1951 · 1952 · 1953 · 1954 · 1955 · 1956 · 1957 · 1958 · 1959 · 1960 · 1961 · 1962 · 1963 · 1964 · 1965 · 1966 · 1967 · 1968 · 1969 · 1970 · 1971 · 1972 · 1973 · 1974 · 1975 · 1976 · 1977 · 1978 · 1979 · 1980 · 1981 · 1982 · 1983 · 1984 · 1985 · 1986 · 1987 · 1988 · 1989 · 1990 · 1991 · 1992 · 1993 · 1994 · 1995 · 1996 · 1997 · 1998 · 1999 · 2000 · 2001 · 2002 · 2003 · 2004 · 2005 · 2006 · 2007 · 2008 · 2009 · 2010 · 2011 · 2012 · 2013 · 2014 · 2015 · 2016 · 2017 · 2018 · 2019 · 2020 · 2021 · 2022 · 2023 · 2024
Classic Lorient Agglomération: 1999 · 2000 · 2001 · 2002 · 2003 · 2004 · 2005 · 2006 · 2007 · 2008 · 2009 · 2010 · 2011 · 2012 · 2013 · 2014 · 2015 · 2016 · 2017 · 2018 · 2019 · 2020 · 2021 · 2022 · 2023 · 2024
Strade Bianche ·
Trofeo Alfredo Binda-Comune di Cittiglio ·
Driedaagse Brugge-De Panne ·
Gent-Wevelgem ·
Ronde van Vlaanderen ·
Amstel Gold Race ·
Waalse Pijl ·
Luik-Bastenaken-Luik ·
Ronde van Burgos ·
La Course by Le Tour de France ·
Clásica San Sebastián ·
Ronde van Noorwegen ·
Simac Ladies Tour ·
GP de Plouay-Bretagne ·
Ceratizit Challenge by La Vuelta ·
Parijs-Roubaix ·
The Women's Tour ·
Ronde van Drenthe
Afgelaste wedstrijden: Cadel Evans Great Ocean Road Race · RideLondon Classique · Postnord Vårgårda WestSweden · Ronde van Chongming · Ronde van Guangxi